# Corde oblique de la membrane interosseuse de l'avant-bras
La corde oblique de la membrane interosseuse de l’avant-bras (ou corde oblique de Weitbrecht ou ligament oblique radio-cubital) est un ligament entre les os ulna et radial de l'avant-bras près du coude.

## Description
La corde oblique est un élément constitutif de la membrane interosseuse de l’avant-bras et contribue à la syndesmose radio-ulnaire.
Elle prend la forme d'une petite bande aplatie épaississant la membrane interosseuse. Elle s'étend vers le bas et latéralement de la tubérosité de l'ulna située à la base du processus coronoïde jusqu'en dessous de la tubérosité du radius.
Une étude sur 38 personnes a révélé que sa longueur moyenne est de 3,4 cm (plage de 2,4 à 4,2 cm) et chez la plupart des gens, il se rétrécit de l'ulna au radius de 9 mm à 4 mm.

### Variation
La forme du ligament peut varier d'un cordon arrondi à une membrane plate. Il peut également être absent.

## Anatomie fonctionnelle
Il n'a pas de fonction connue et peut être coupé sans conséquence apparente.
Il a été suggéré que sa présence chez l'homme moderne pourrait être une partie vestigiale de ses ascendances quadrupèdes.

## Anatomie comparée
On le trouve chez la plupart des primates sauf dans la famille des singes des Amériques qui comprend les atèles et singes laineux appelés atelines.